# أرجمون شبه أعزل
أرجمون شبه أعزل (الاسم العلمي:Argemone subinermis) هو نوع غير مؤكد من النباتات يتبع جنس الأرجمون من الفصيلة الخشخاشية.